# Lenart Zajc
Lenart Zajc, slovenski pisatelj, * 1967, Ljubljana, Slovenija.

## Življenje in delo
Je sin slovenskega književnika Daneta Zajca in gledališke režiserke Helene Šobar Zajc.
Obiskoval je Srednjo šolo za družboslovje in splošno kulturo (danes Gimnazija Poljane). V času svoje mladostniške družbene aktivnosti se je družil s pripadniki t. i. ljubljanske subkulturne scene, ki je obstajala v prvi polovici osemdesetih let. Morda je prav to vplivalo na to, da so ga še pred koncem četrtega letnika srednje šole izključili. Razlog: ponavljajoči disciplinski problemi. Šolo je v nadaljevanju vseeno zaključili v le enem mesecu in še pred koncem šolskega leta. Po odsluženi vojaščini se je vpisal na Pravno fakulteto, a se je po opravljenem drugem letniku preusmeril na študij zgodovine in filozofije. Že v času absolventskega staža se je zaposlil kot učitelj, sprva kot profesor zgodovine, kasneje pa tudi filozofije, a je po štirih letih opustil poučevanje. Življenjske aktivnosti so ga gnale naprej, da do danes še ni diplomiral.
Še v času srednješolskega udejstvovanja je spoznal svojo današnjo ženo Andrejo Dovjak, s katero sta se, po desetih letih partnerske zveze, tudi poročila.
Prvi literarni prvenec s katerim je začel svojo pisateljsko pot se je zgodil leta 1998, ko je pri založbi Mladinska knjiga izdal knjigo 5 do 12h. Knjiga je tudi avtobiografska, govori pa o tudi življenju pisatelja v osemdesetih letih. Avtor si je zanjo prislužil tudi uvrstitev v ožji izbor za nagrado Slovenskega knjižnega sejma v kategoriji Najboljši prvenec. Prav ta knjiga pa je bila razlog, da je Lenart Zajc zaključil s poučevanjem in se v celoti posvetil literarnemu svetu, pa ne le kot pisatelja knjižnih uspešnic, ampak tudi kot pisec reklamnih besedil, občasno prevajalec in ne nazadnje je svoje znanje še vedno razdajal mladim – kot inštruktor za pripravo dijakov na maturo.
V tem obdobju je nastal drugi roman Zguba s katerim na nek način nadaljuje prvega, a tokrat z drugega zornega kota. Izkoristil je svoje izkušnje poučevanja in se soočil tudi z drugo stranjo. Tudi ta roman je bil uvrščen v ožji izbor, tokrat za literarno nagrado Kresnik. 
Sledila je redna zaposlitev v Družbi CATI, kjer je dve leti vztrajal kot asistent vodje projektov za kvalitativne raziskave. Sledila je zaposlitev na funkciji direktorja marketinga založbe Educy, nato jre prevzel vlogo vodje promocije Knjigarne Rimljanka ter se nazadnje zaposlil kot direktor Lutkovnega gledališča Jože Pengov. Slednje je zaprlo vrata leta 2010. V vmesnem času je opravljal tudi delo urednika tujejezične zbirke Litera Slovenica, ki izhaja pod okriljem Društva slovenskih pisateljev, bil je urednik zbirke Lunapark novomeške Založbe Goga in bil soustanovitelj mreže literarnih hiš Halma, ki ima sedež v Berlinu.
V tem času je nadaljeval s pisateljevanjem, izšla je zbirka kratkih zgodb z naslovom Zgodbe iz teme, ki so svoj čas izhajale tudi v reviji Antena. Spopadel se je tudi s stripovskim ustvarjanjem, nastal je roman Hevimetal. S soavtorstvom pa se je srečal skupaj z Majo Martino Merljak s katero sta napisala roman Mustang.
Lenart Zajc je v zadnjem obdobju postal tudi politično aktiven. Posledica njegovega udejstvovanja na protestih, ki jih je kronološko zapisoval in opisoval je zbirka Vstaja zombijev. Sicer literarno delo predstavlja kronološki zapis dogodkov v obliki kratkih zgodb. 
Postal je tudi ustanovni član Mreže za neposredno demokracijo ter nazadnje sodeloval pri formiranju stranke Solidarnost. 
Lenart Zajc je v letu 2014 kandidiral za župana Občine Domžale.